# The Byrds' Greatest Hits Volume II
Albums de The Byrds
Byrdmaniax
(1971) Farther Along
(1971)
The Byrds' Greatest Hits Volume II est une compilation du groupe américain The Byrds sortie en octobre 1971 au Royaume-Uni. Comme son titre l'indique, elle fait suite à The Byrds' Greatest Hits, une compilation sortie en 1967, et se concentre sur la carrière du groupe depuis cette date, à l'exception de la reprise de The Times They Are a-Changin', parue en 1965 sur l'album Turn! Turn! Turn!
Aux États-Unis, une compilation au titre similaire sort l'année suivante : The Best of The Byrds: Greatest Hits, Volume II.

## Titres

### Face 1
1. Ballad of Easy Rider (Roger McGuinn, Bob Dylan) – 2:03
2. Jesus Is Just Alright (Arthur Reynolds) – 2:09
3. Chestnut Mare (Roger McGuinn, Jacques Lévy) – 5:09
4. You Ain't Goin' Nowhere (Bob Dylan) – 2:35
5. I Am a Pilgrim (trad. arr. Roger McGuinn, Chris Hillman) – 3:42
6. Goin' Back (Gerry Goffin, Carole King) – 3:26

### Face 2
1. I Trust (Everything Is Gonna Work Out Alright) (Roger McGuinn) – 3:19
2. Lay Lady Lay (Bob Dylan) – 3:17
3. Drug Store Truck Drivin' Man (Roger McGuinn, Gram Parsons) – 3:52
4. Wasn't Born to Follow (Gerry Goffin, Carole King) – 2:00
5. The Times They Are a-Changin' (Bob Dylan) – 2:18
6. Get to You (Gene Clark, Roger McGuinn) – 2:39